# ستيفن روبنز
ستيفن روبنز (بالإنجليزية: Stephen Robbins)‏ هو كاهن أنجليكاني وضابط بريطاني، ولد في 1953.